# 旺角大球場

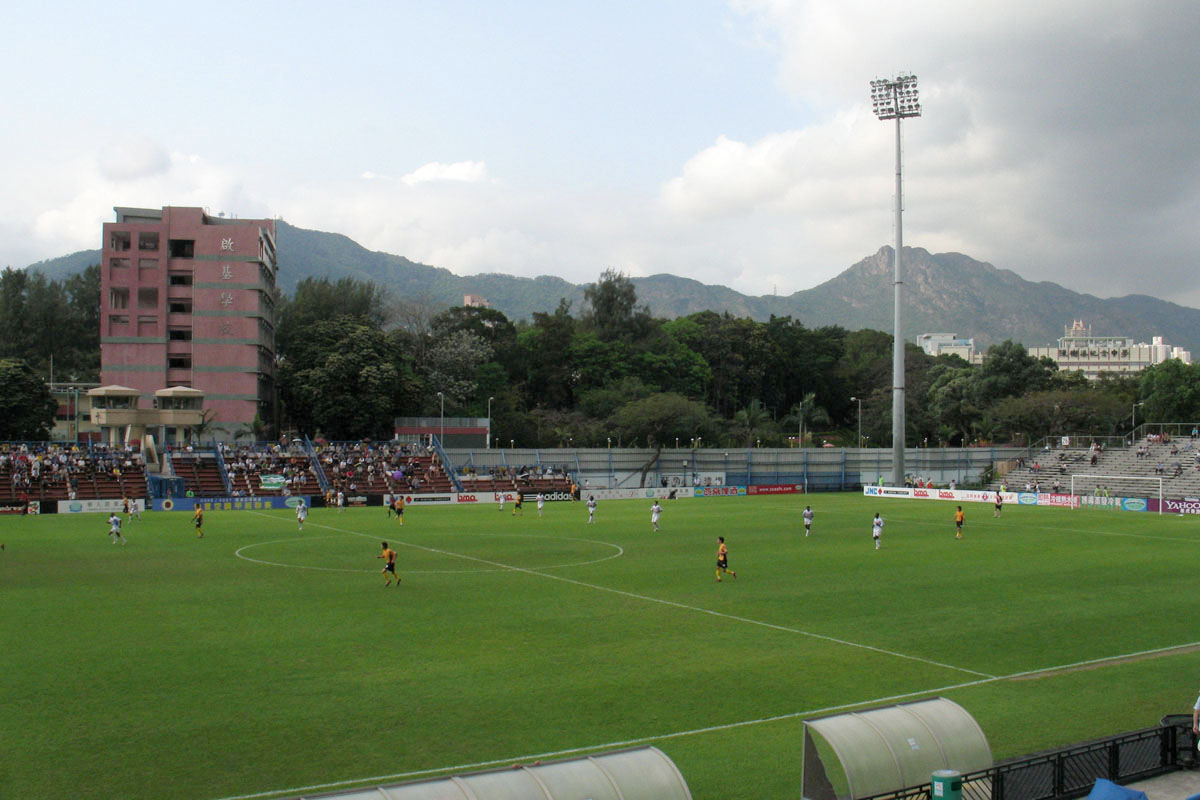
於重建前旺角大球場進行的甲組足球聯賽比賽。

旺角大球場（俗稱旺角場、旺丁場）是香港一座專業足球場，位於九龍旺角花墟道37號，毗鄰花墟一帶，於1973年6月16日啟用，現由康樂及文化事務署管理。作為香港少數符合國際足球協會（FIFA）標準的足球專用場地，其6,664個座位的規模雖較小，但因地理位置便利而成為本地足球賽事的重要場地。
該球場長期作為香港超級聯賽球隊的主場，並多次承辦國際賽事，包括2009年東亞運動會足球分組賽及2014年世界盃外圍賽香港隊主場賽事。由於座位數目有限且設施漸趨老舊，政府曾研究擴建座位的可行性，但計劃至今未落實。相較於香港大球場的4萬座位規模，旺角大球場因社區環境限制，長期面臨擴建與保留原貌的爭議。
此外，旺角大球場亦因獨特的都市景觀聞名，其緊鄰彌敦道商業區的位置，使賽事期間常形成球迷與市民共融的街區氛圍，成為香港足球文化的地標之一。

## 歷史
旺角大球場前身為陸軍球場（Army Sports Ground），1961年改由香港市政局管理，起初易名市政球場，1973年6月16日開放啟用時定名旺角大球場。
球場在1976–77年球季中開始香港甲組足球聯賽。。

### 1990年修整
1990年9月，首次改善工程進行，田徑跑道被剷除，草坪被擴大，座席增至7,500個。改善工程期間，香港甲組足球聯賽賽事移師深水埗運動場。翌年11月，改善工程完成。1992年，入場球迷數字上升，加上香港大球場須要重建至1994年，市政局為了增加座位，6月於旺角大球場加建了兩座鋁質的臨時看台，使座席多增1,000個。

### 2011年重建
由於亞洲足球協會投訴旺角大球場沒有藥物檢驗室、記者室及上網設施，難於發布賽事消息，加上旺角大球場碰上多次滿座。有見及此，香港足球總會於2008年向香港政府提出將旺角大球場的原座及臨時看台拆除，並且重建至一座有10,000席及有上蓋的看台，以提供一個較舒適的環境讓球迷觀賞比賽。可是規劃建議，旺角大球場進行重建後只能最多設置6,680席，南北兩邊的主看台會加建上蓋，同時增設球證休息室、球員休息室、藥物檢驗室，並且會增設閉路電視監察系統及擴充停車場泊位等。重建工程於2009年9月1日開始進行，2011年10月14日竣工，工程費用估價為2.5億港元，實際耗資2億7,550萬港元。
根據重建工程規劃，重建後的旺角大球場以綠色環保的概念為主題，於服務大樓的天台設有太陽能熱水系統，以吸收太陽能為更衣室供應熱水；並且設有雨水循環使用系統，以收集雨水灌溉園景及草地等。一樓天台及南看台上層，另外亦有闢設園景，跟鄰近的花墟和俗稱「雀仔街」的園圃街雀鳥花園一脈相承。香港政府盼望，旺角大球場能成為活化該地區的地標之一。重建工程對旺角大球場主要的改動為在南、北看台增設了輕盈的拉篷式上蓋，以及在東看台安裝了大電視熒幕。座位由以往的鋼製長椅改成多顏色的獨立膠椅，容納人數雖然由原來的8,500減少至6,664人，然而增設至42座輪椅座位及升降電梯等的無障礙設施，座位高度亦提升了1.5米，使球迷的觀賽角度更佳。此外，8個售票亭集中在花墟道的入口，界限街的售票處則刪減，改為停車場。場內設施方面，增設了藥物檢驗室及育嬰室；更衣室的面積大增兩倍，數量亦由2間增至4間，淋浴間亦增至40間，比以往多22間；此外，更衣室內亦有專門用以清潔球靴等先進的設備。傳媒室的面積亦比以往為大。

### 重建後
2011年10月16日黃昏，旺角大球場舉行重建後的首場賽事──香港甲組足球聯賽，晨曦對深水埗。晨曦為吸引更多球迷欣賞旺角大球場重建後的首場比賽，將原價60港元的門票大幅下調至20港元，當日共吸引4,499名球迷入場，創造出該球季至2013年3月21日之間的最高入場人數。當日大批球迷於門票開賣前兩小時已聚集於大球場門外，香港足球總會為免意外，特別提早20分鐘，即下午3時40分開閘讓球迷進場。至傍晚約6時，仍然有球迷持續地進場。
2013年3月22日，旺角大球場舉行2015年亞洲盃外圍賽香港足球代表隊主場對陣越南國家足球隊的賽事，有6,416人購票，共6,639名球迷入場，為旺角大球場重建後首次滿席，職員於場外高掛代表滿座的紅旗。於當日下午5時，僅餘兩千張門票提供；晚上7時54分，香港足球總會宣佈當日門票售罄，最終有數百名球迷望門輕嘆。
旺角大球場自重建以來一直是最旺丁的球場，惟其設計為人詬病，球場設備偏向簡陋，導致坊間一直有擴建的聲音。當中南北看台能坐近1,500人，然而未有上蓋，球迷需要日曬雨淋，並將本應是欣賞球賽的最佳地段變為三米闊的行人通道；其次，重建時沒考慮記者席需要，結果需要加建，卻佔據了位置最佳的第5段看台，礙眼之餘浪費寶貴的觀眾席。此外，旺角大球場位於繁華鬧市而且交通方便，是足球賽事用量最高的球場，惟只有6,664位座席，熱門球賽多次出現代表滿座的紅旗，無法滿足舉辦大型賽事的需求，而香港欠缺15,000至25,000座位的中型球場（小西灣運動場萬人座位相對充裕，然而球場隔着跑道距觀眾席遠，且有柱阻礙觀賞賽事，加上位置偏僻，交通不便，更因附近私人屋苑時而會投訴比賽聲浪，近年絕少舉行足球賽事），而參考鄰近深圳就有寶安體育中心（40000）、深圳體育場（45000）及大運中心球場（60000）。證明一個城市可容納幾個中大型球場。旺角場6,664座位太少，香港大球場40,000座位以及啟德體育園主場館50,000座位都太多且場費不菲，故希望能擴充容量，令到未來球場有大、中、小不同選擇，配合足運發展需要。

## 活動

### 足球

#### 香港足球
旺角大球場對香港足球的發展極為重要，首項在旺角大球場舉行的體育活動便是夏令杯足球賽，參賽隊伍為中青、九果、愉園、警察、光華及龍門。旺角大球場是香港甲組足球聯賽的比賽場地之一。自球場啟用以來，除了工程及養草期外，香港甲組足球聯賽就不間斷地上演。
在2009年至2011年的重建後，首項在旺角大球場舉行的活動是香港甲組足球聯賽，由主場球隊晨曦大勝深水埗5比0。
以下為2011年起，旺角大球場於香港本地賽事（包括香港甲組足球聯賽和香港超級聯賽）的主隊列表：
| 球隊名稱 | 年份                 |
| -------- | -------------------- |
| 晨曦     | 2011-2013            |
| 公民     | 2011-2013            |
| 傑志     | 2013-2025            |
| 飛馬     | 2013-2015、2018-2019 |
| 東方     | 2015-2018、2020 至今 |
| 南區     | 2019-2020            |
| 理文     | 2025-                |

#### 香港足球代表隊

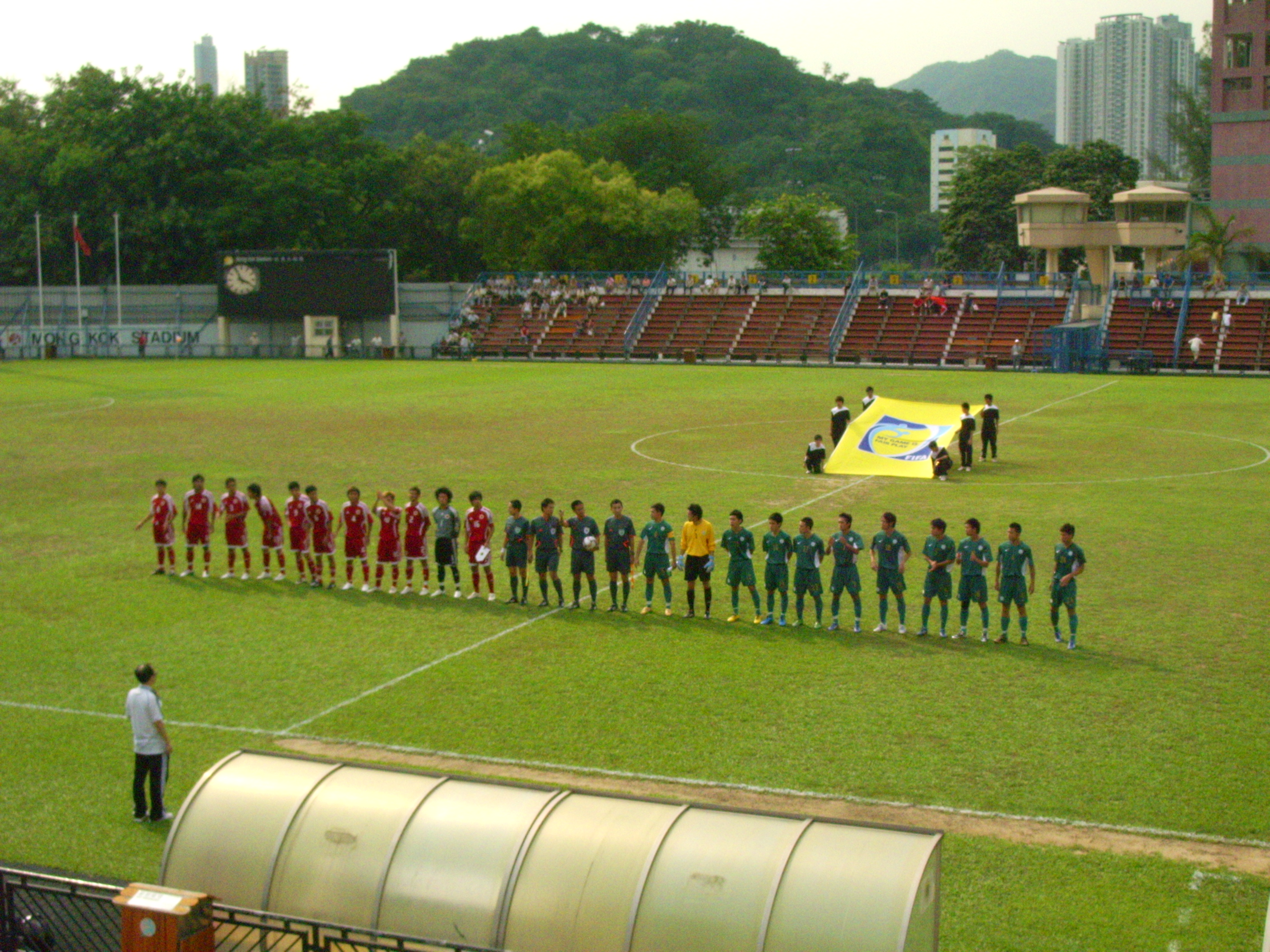
2009年6月20日的港澳足球埠際賽，為重建前最後一場賽事。

旺角大球場是香港足球代表隊的訓練場地之一。縱然香港大球場為香港足球代表隊的首要主場，不過一些較為小型的賽事，會改在旺角大球場或小西灣運動場舉行。
重建前最後一場於旺角大球場舉行的代表隊賽事為2009年6月20日的港澳足球埠際賽，由香港東亞運集訓隊迎戰澳門足球代表隊。賽事開始前有默哀儀式，悼念賽前逝世香港足球名宿高保強。賽事結果香港隊以5:1大勝澳門隊，在港澳埠際賽中11連冠。

#### 其他國際賽事
旺角大球場曾作為1981年、1986年及1989年的亞洲盃女子足球賽的比賽場地，更於1986年及1989年的賽事中作為決賽場地。

### 欖球
亞洲五國賽一度使用旺角大球場取代香港足球會球場作為香港欖球代表隊的主場。2012年5月26日，亞洲5國男子欖球賽首次在旺角場舉行，香港以55:0大勝哈薩克，獲得季軍。賽事吸引了3,300名現場觀眾。
2018年5月19日，首度在香港上演的「超級欖球聯賽」由日本球隊 Hito-Communications Sunwolves 成功在旺角大球場絕殺 DHL Stormers。

### 文化及其他活動
由於旺角大球場位於繁華鬧市而且交通方便，因此是一些舉辦其他大型活動的主要場地。香港交通安全隊、香港基督少年軍和香港女童軍總會的周年大會操均在旺角大球場舉行。

## 圖片集

### 重建前

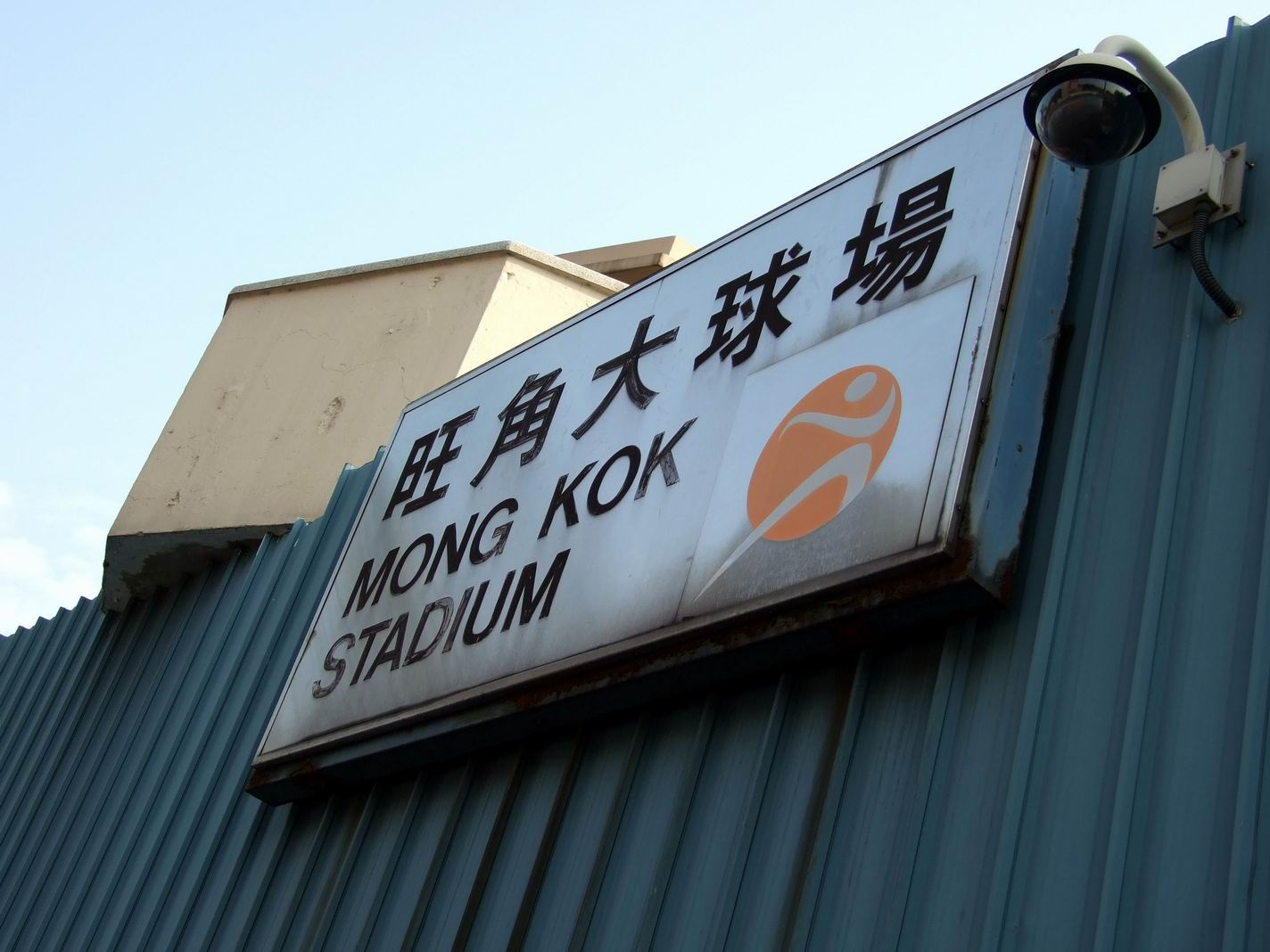
旺角大球場門牌
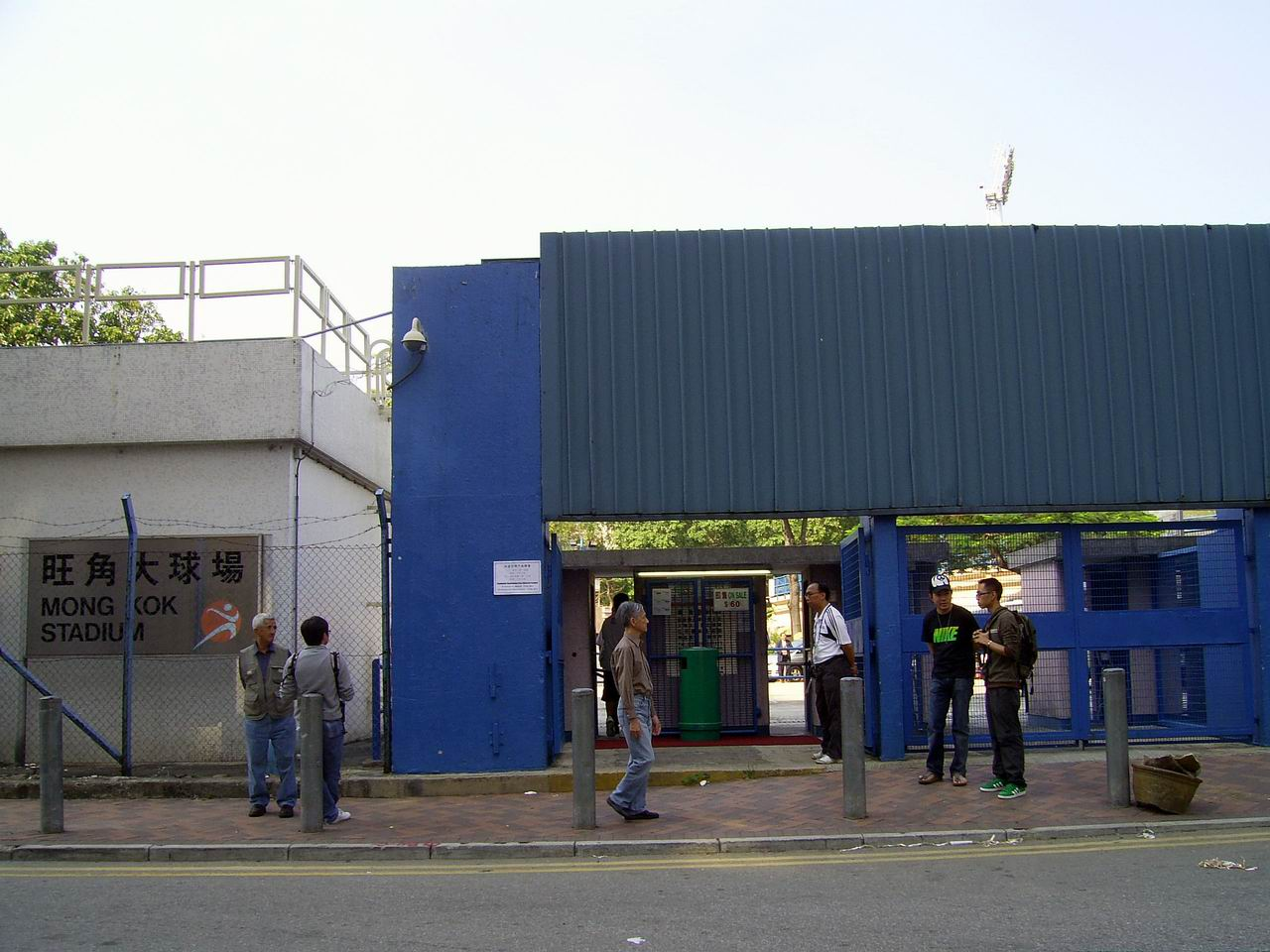
花墟道大閘入口
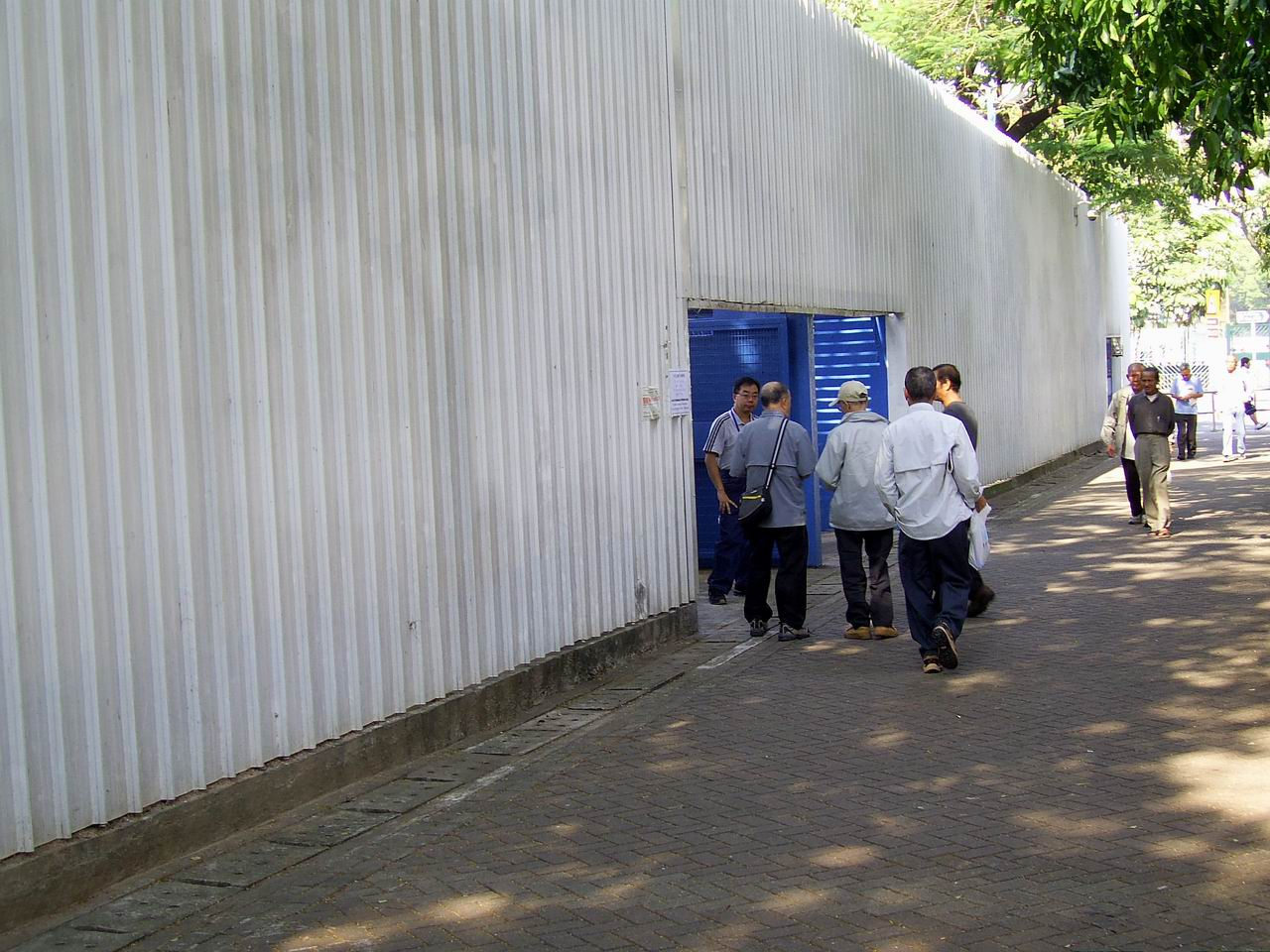
雀鳥公園側門入口
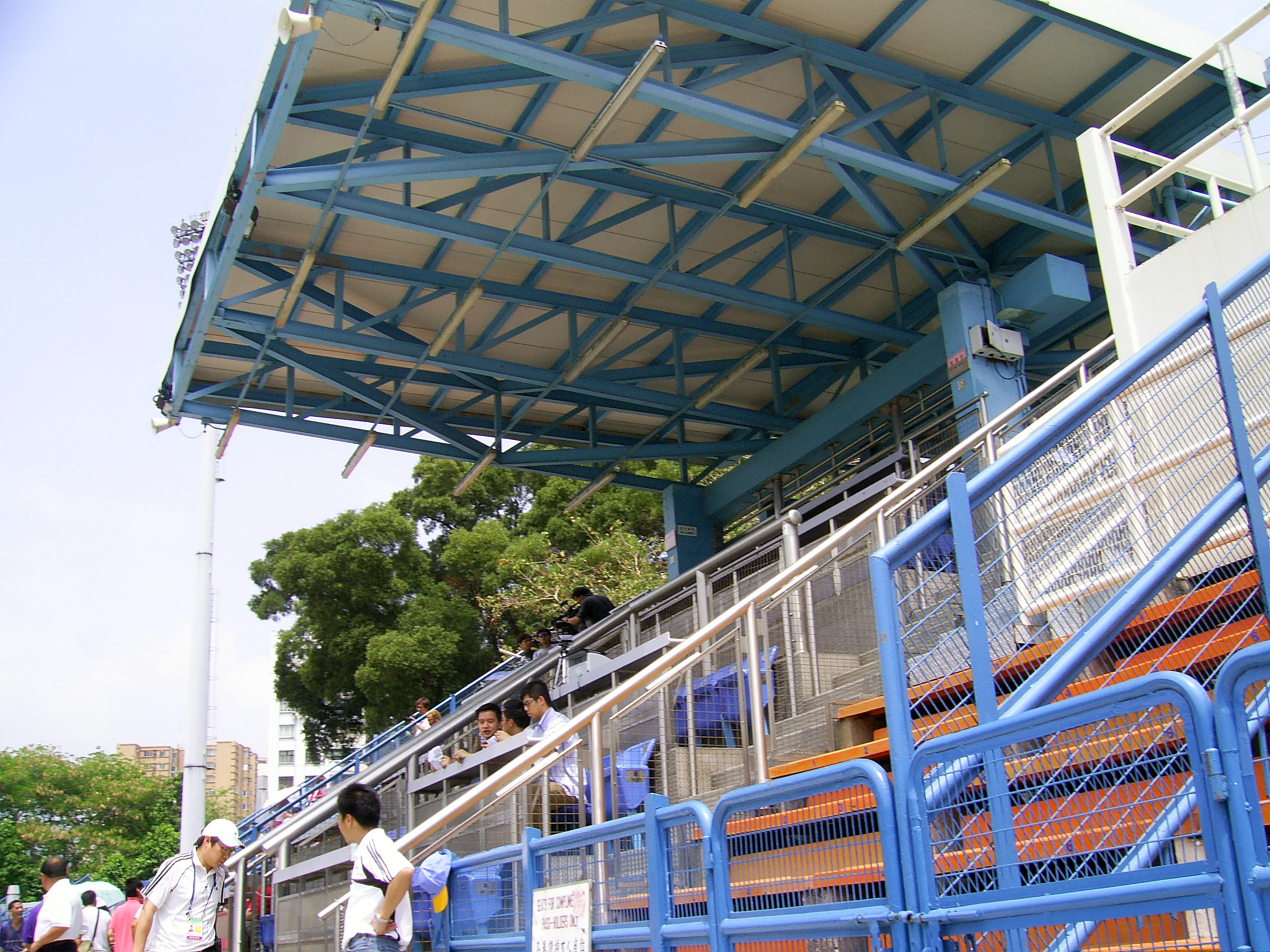
唯一有遮陽棚的嘉賓席
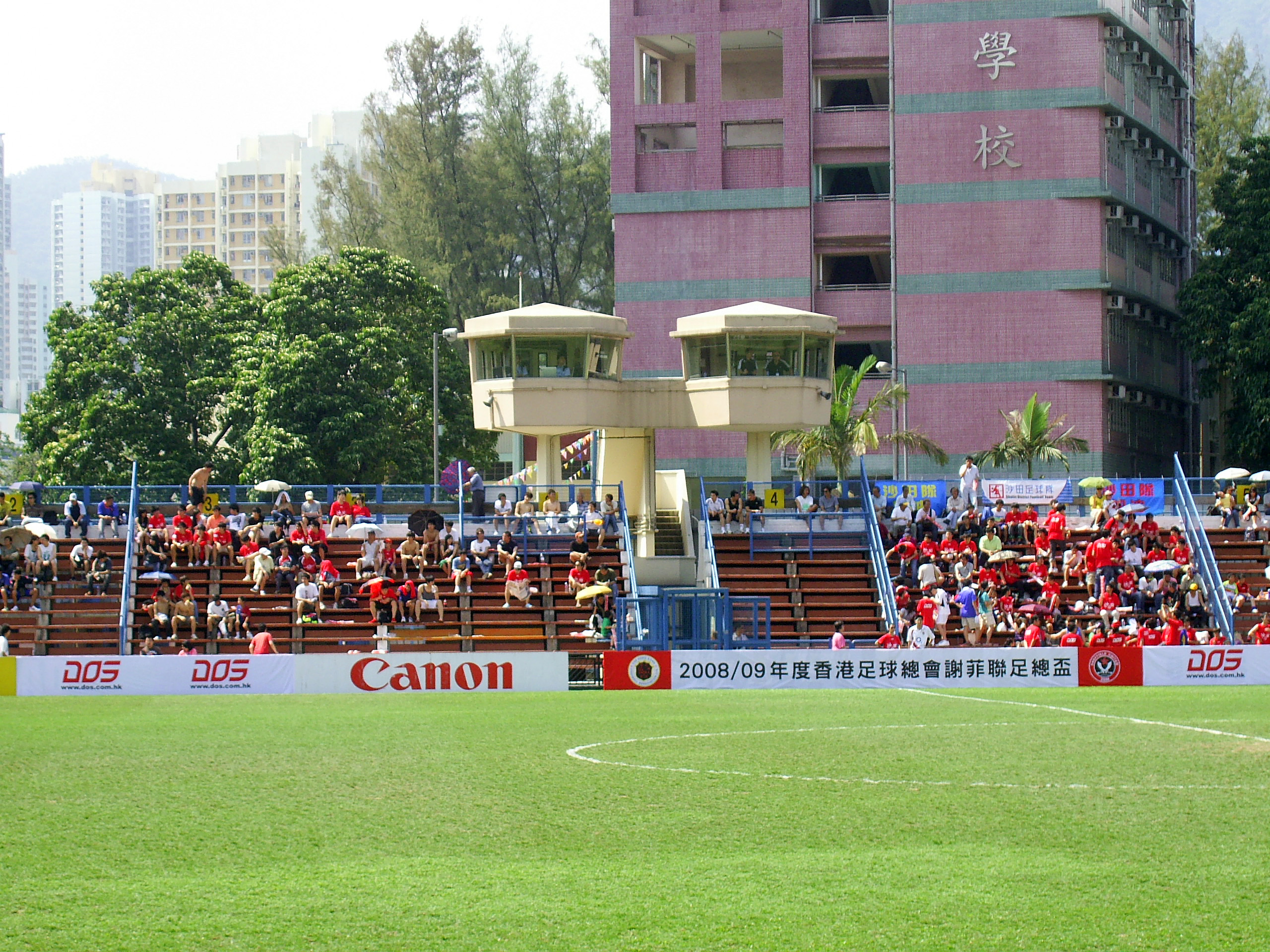
警察控制塔及廣播塔
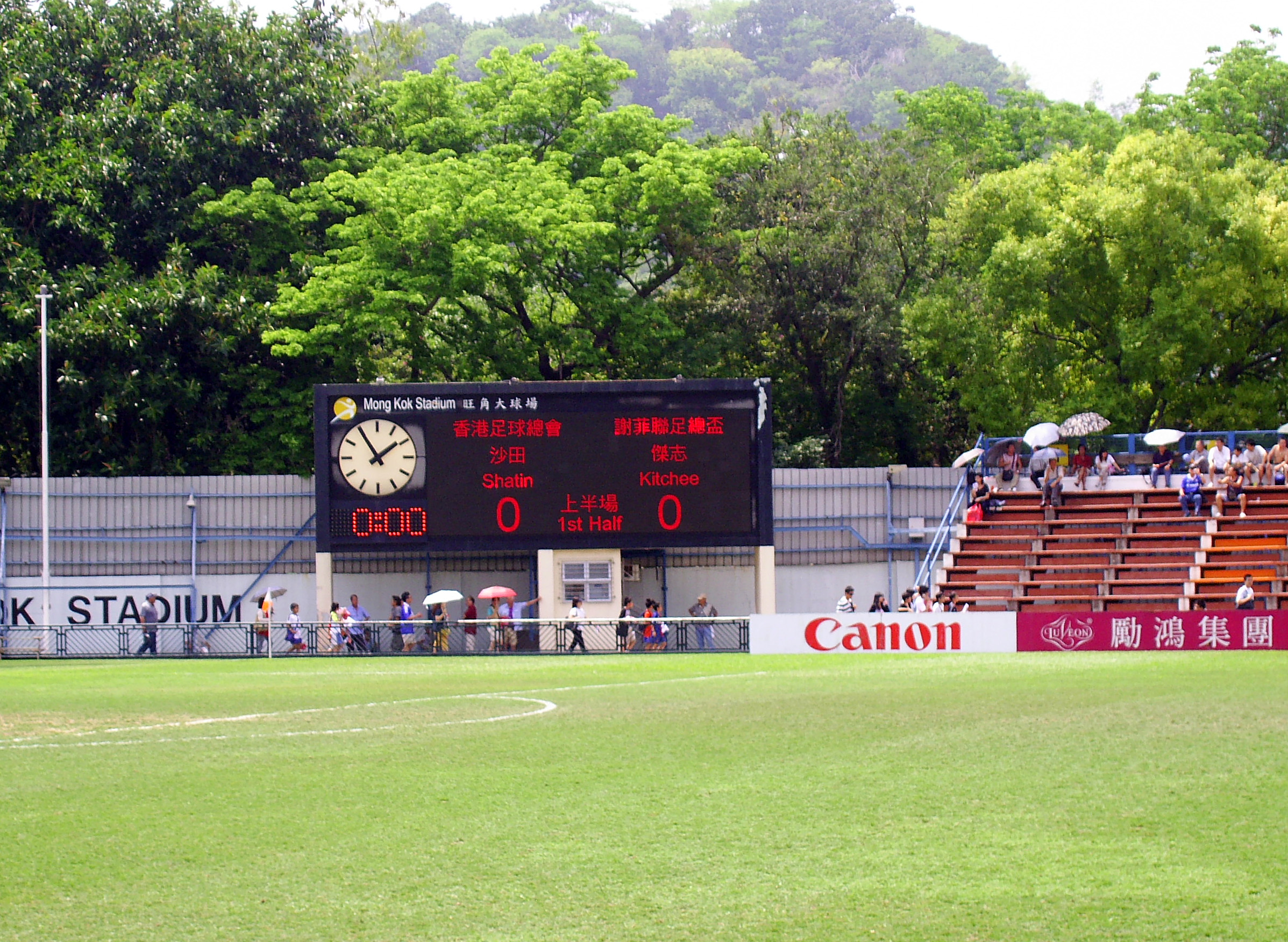
三色顯示電子計分屏幕
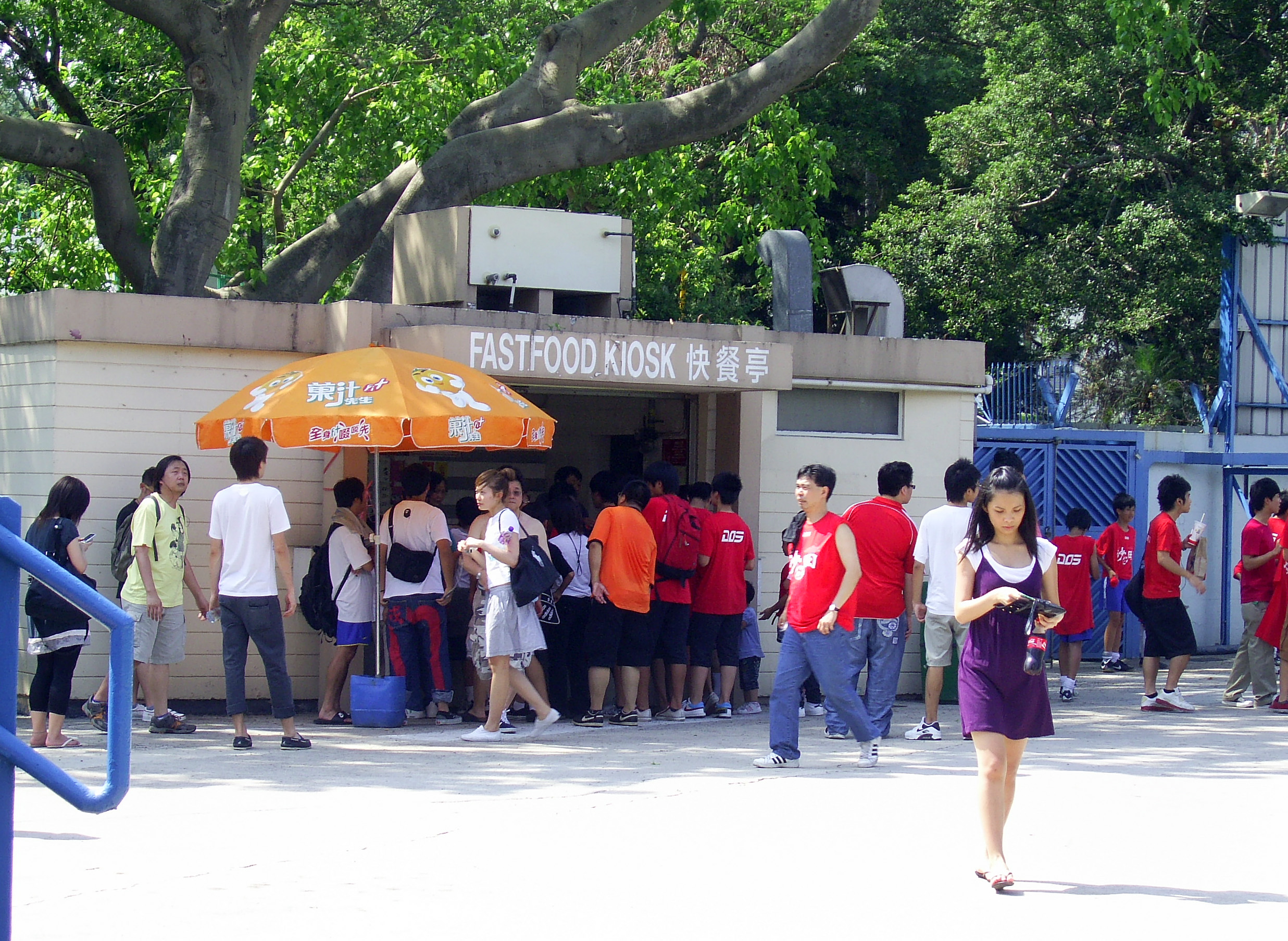
快餐售賣亭
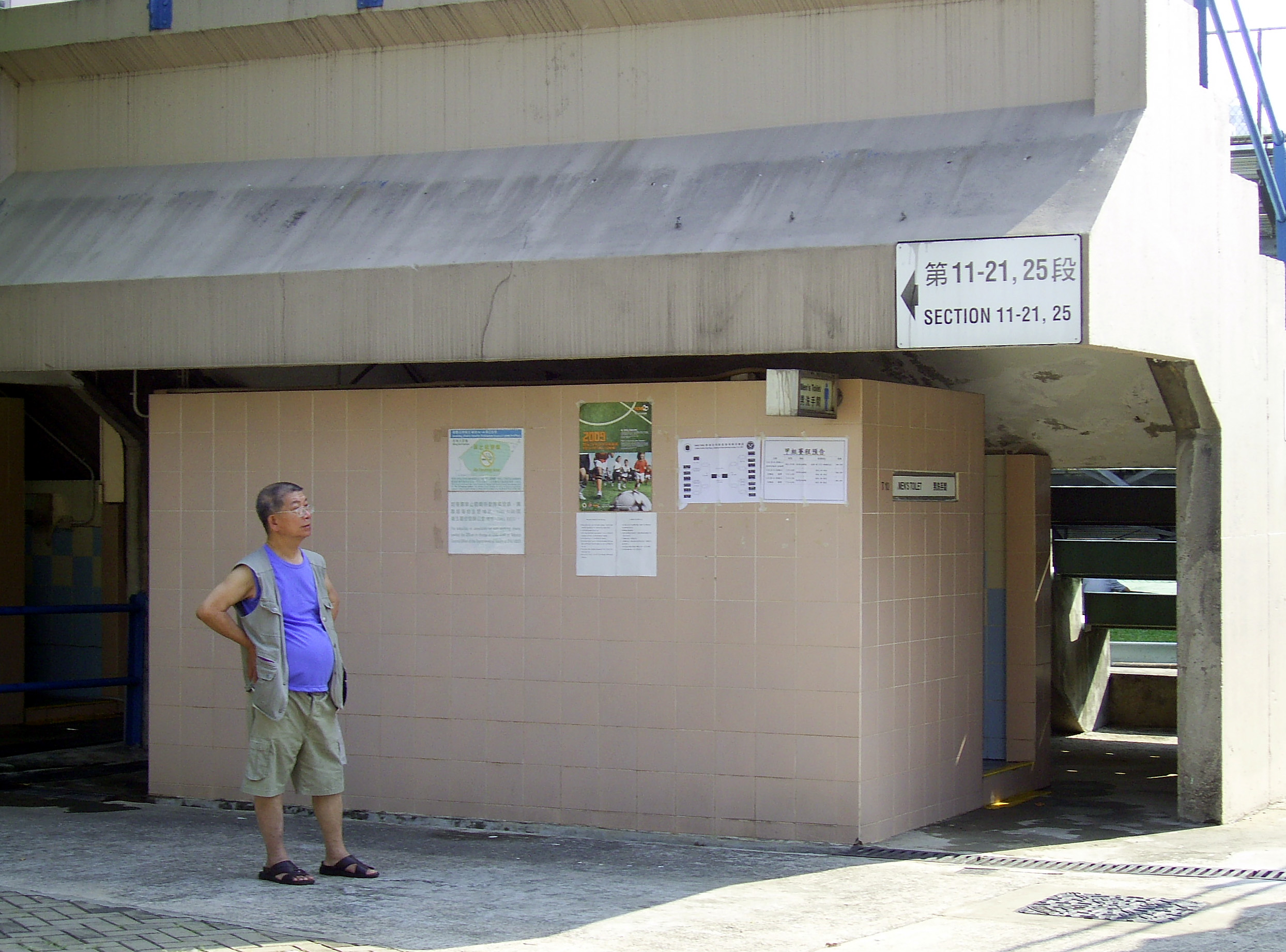
位於看台底的洗手間

### 重建後

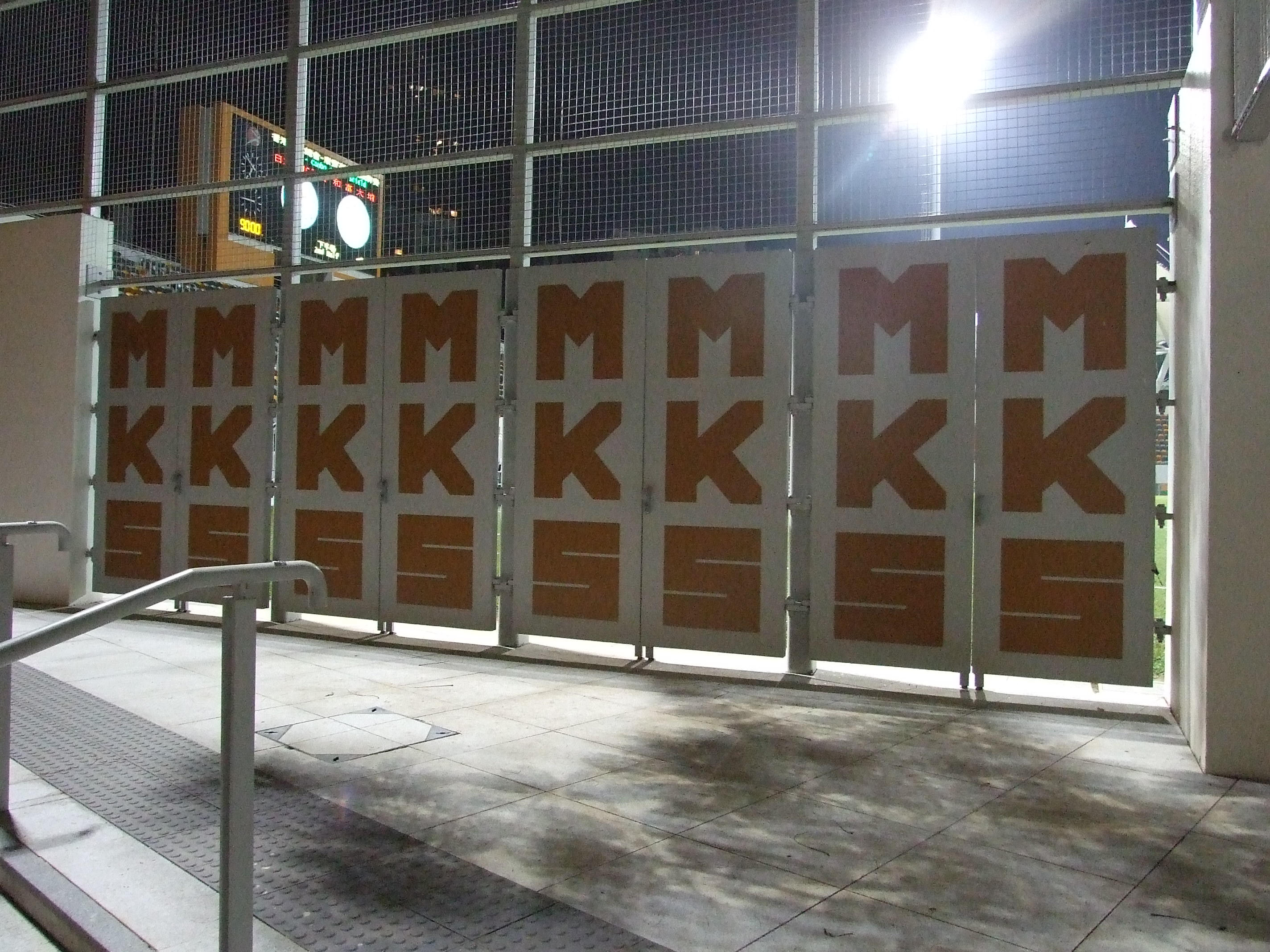
旺角大球場圍牆標誌
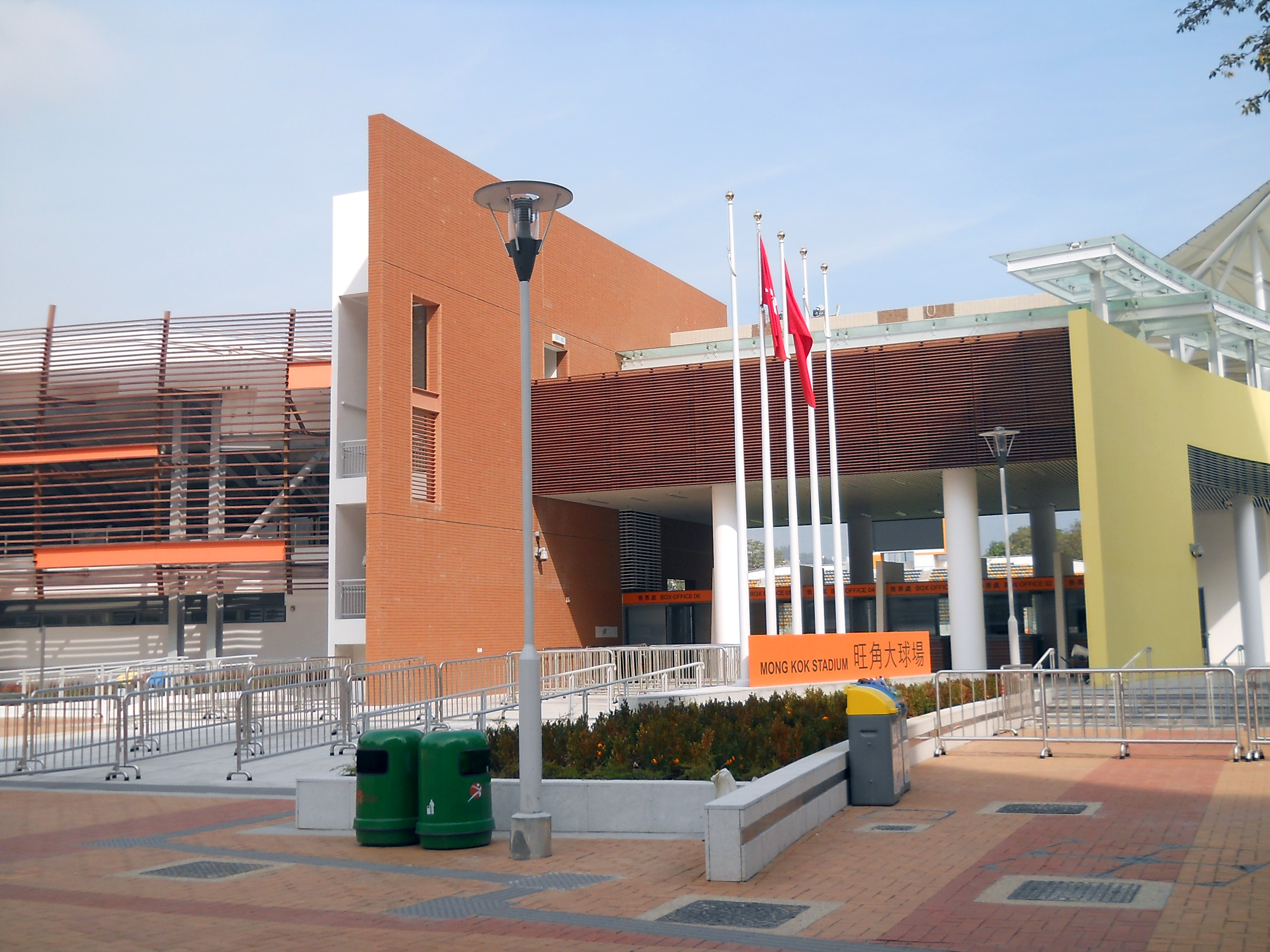
花墟道主入口
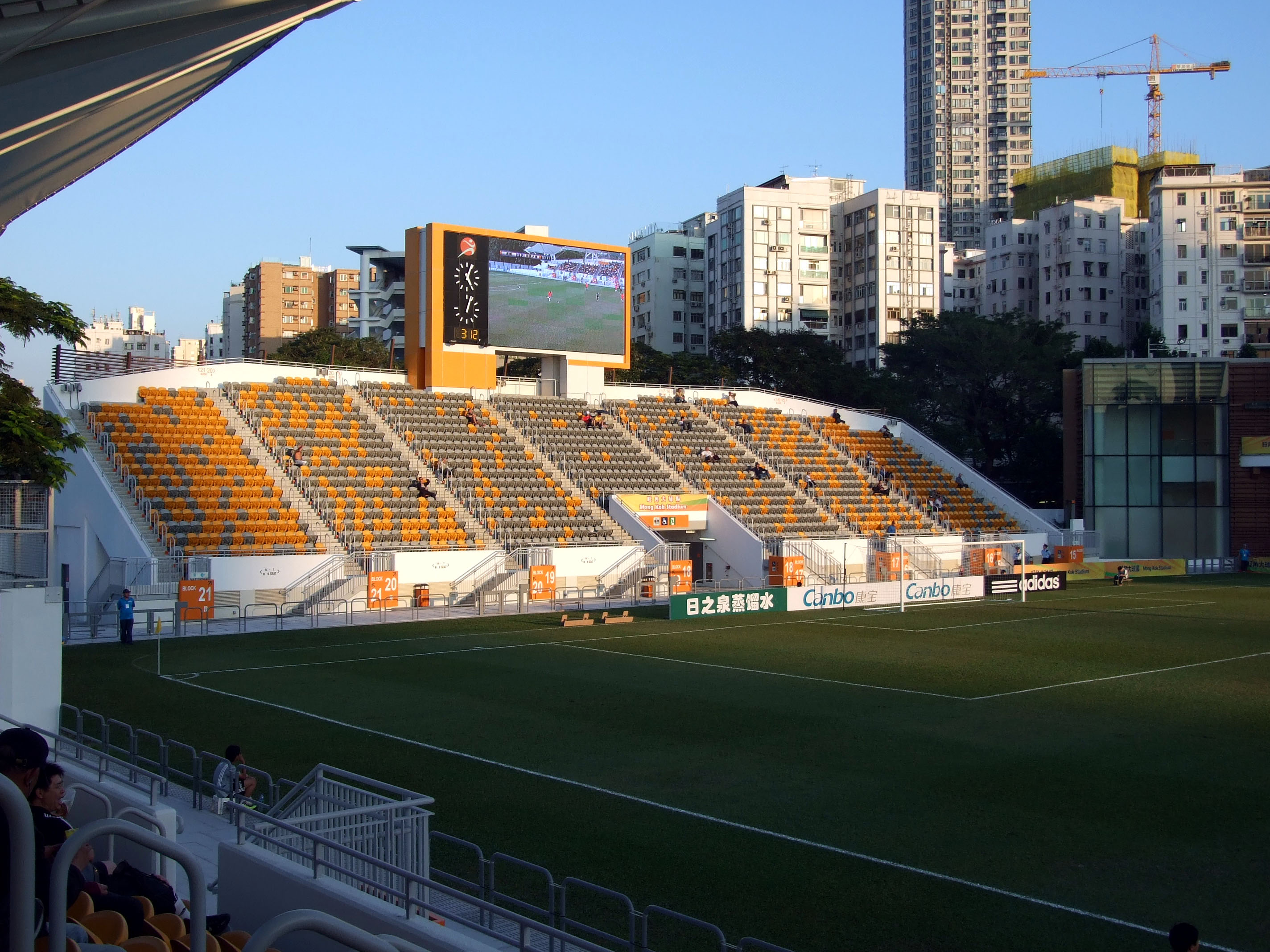
近火車橋看台及彩色顯示電子計分屏幕
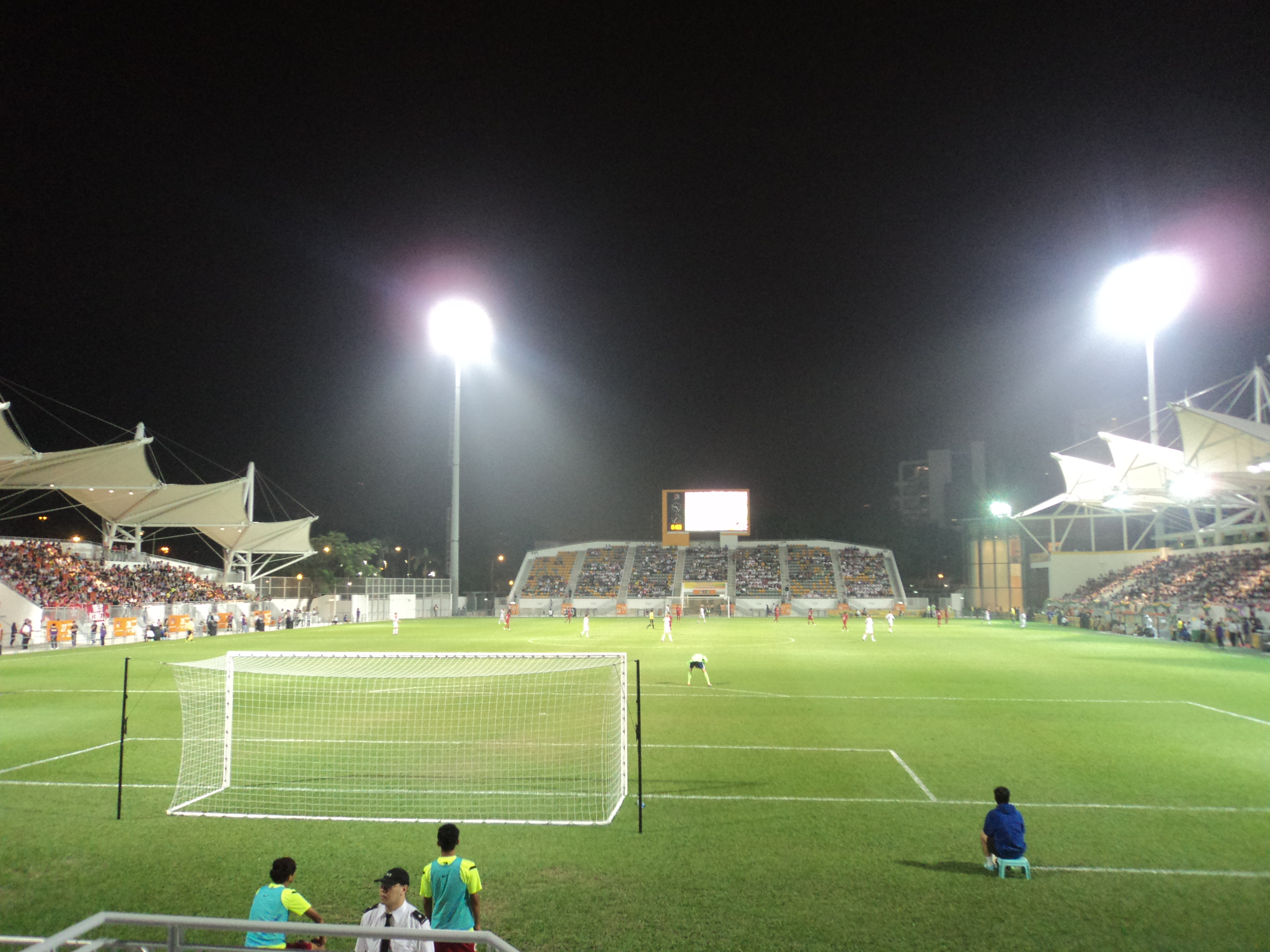
於重建後旺角大球場進行的甲組足球聯賽比賽
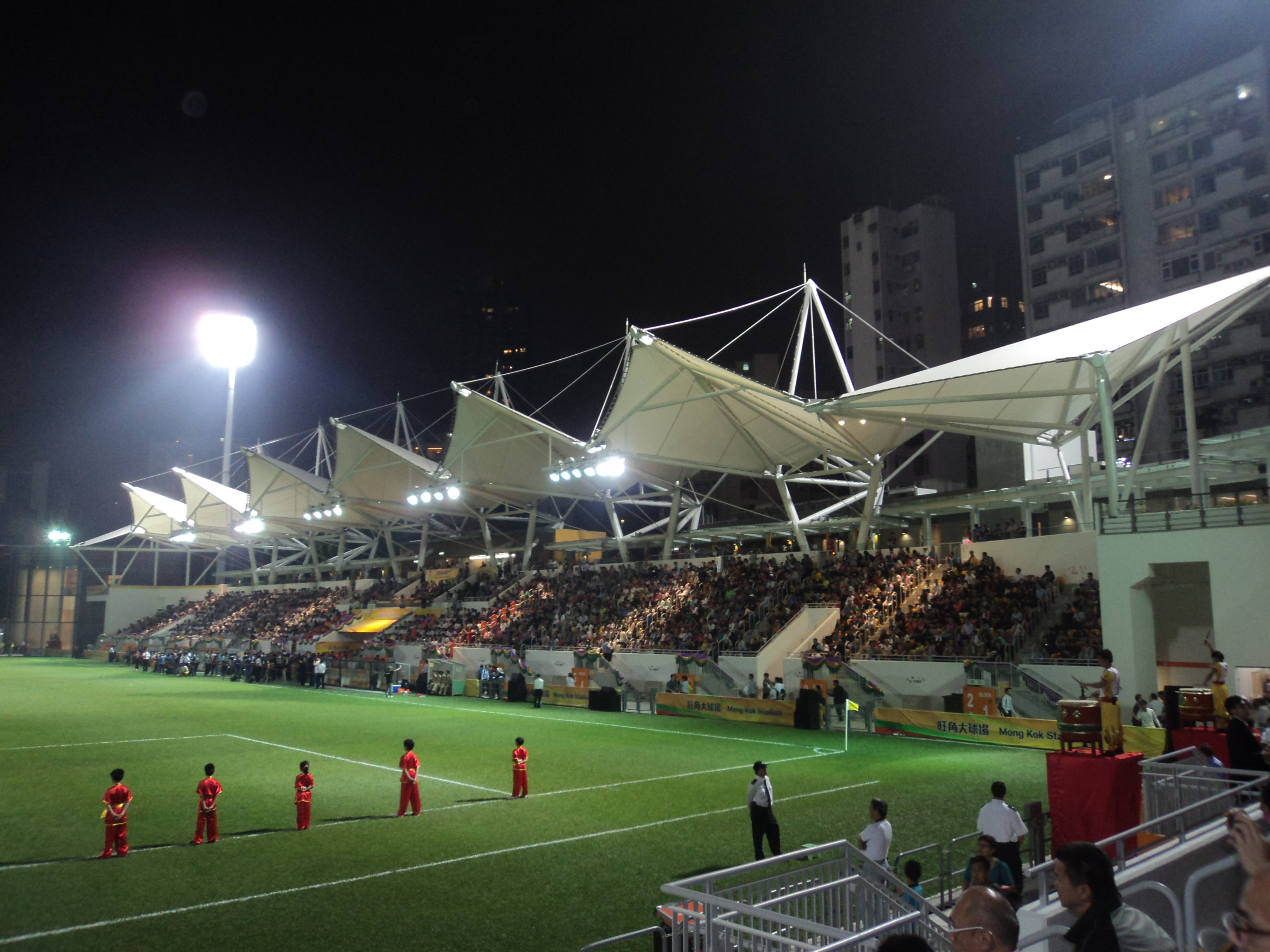
花墟道主看台
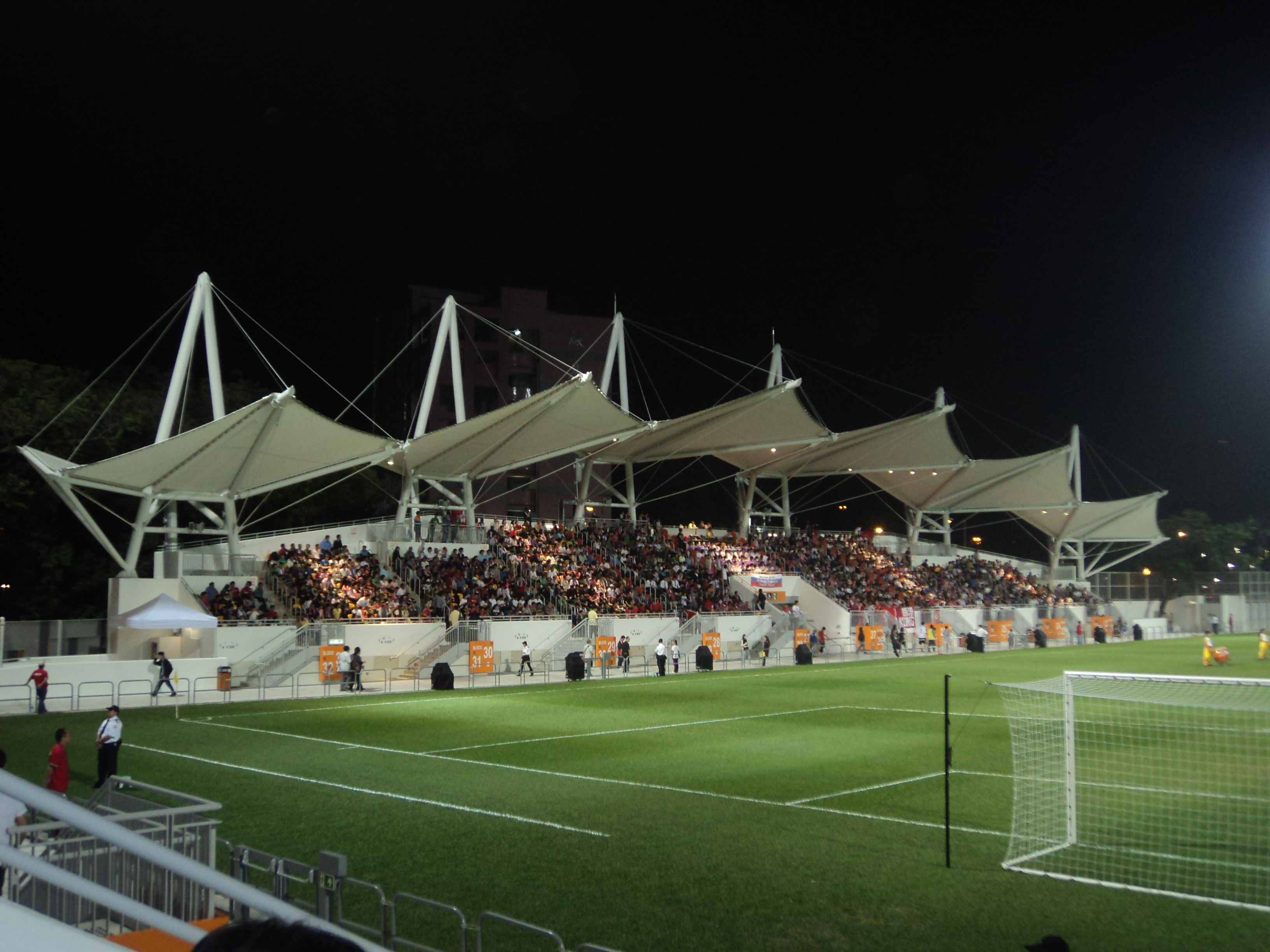
界限街主看台
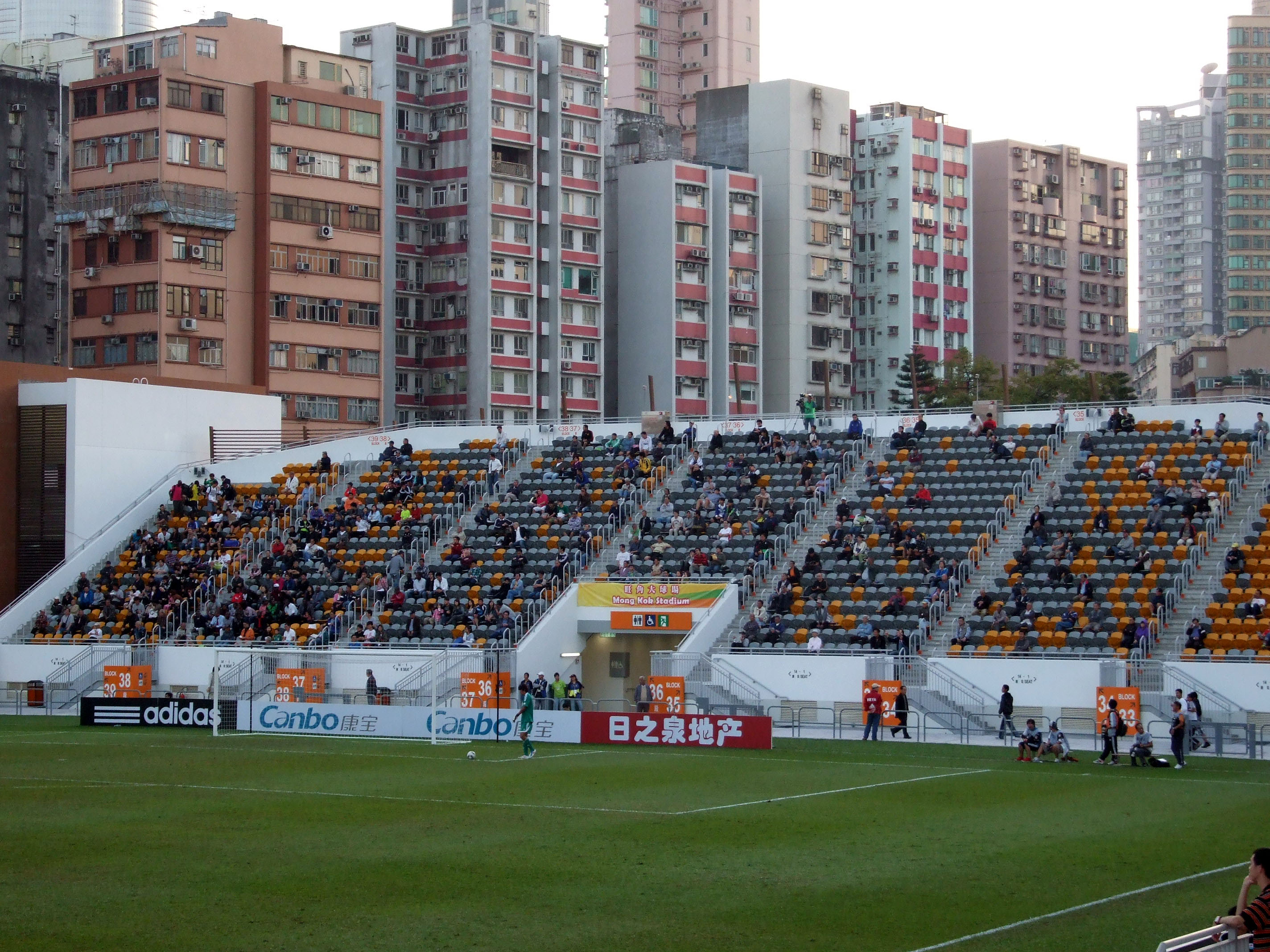
近界限街體育館看台